# Stanislav Lukšič
Stanislav Lukšič - Luka, slovenski strojni inženir, * 6. januar 1944, Novo mesto, † 5. avgust 2020, Novo mesto
Stanislav Lukšič je kot vodja razvojnega oddelka Industrije motornih vozil (IMV Novo mesto) prispeval pomemben delež k razvoju prvega avtodoma, ki je v začetku 80. let 20. stoletja nastal v Novem mestu, takrat pod blagovno znamko Adriatik. Za ta nov izdelek je skoval danes splošno sprejeto ime – avtodom. Sodeloval je tudi pri razvoju kasnejših generacij počitniških prikolic in avtodomov. V njegovo zapuščino spada tudi razvoj prve Adriine mobilne hišice v letu 2002.

## Življenjepis
Poklicno pot je začel leto 1967, ko je kot inženir pripravnik že sodeloval pri razvoju in nastanku prve IMV-jeve prikolice, v nadaljevanju kariere pa je snoval nove generacije počitniških vozil. Bil je pomemben člen in član razvojne ekipe ob koncu 70. let dvajsetega stoletja v podjetju IMV. Poleg tega, da je bil predan razvoju novih počitniških vozil. Lukšič je skupaj s sodelavci z gladovno stavko preprečil ukinitev slovenske blagovne znamke Adria. Z ožjo ekipo sodelavcev je postavil temelje razvoju družbe Adria Mobil, ki je danes prepoznana kot narekovalec trendov na področju razvoja počitniških vozil v Evropi.
Leta 2006 je prejel nagrado Mestne občine Novo mesto za življenjsko delo na področju raziskovalne in inovacijske dejavnosti ter se na ta način zapisal med tiste posameznike, ki so s svojim delom in z ustvarjanjem dali pomemben pečat tako razvoju stroke kot gospodarstva na Dolenjskem.
Bil je razvojnik in inovator, humanist, oseba mnogoterih talentov, vsesplošni ustvarjalec, pesnik in pisatelj. Napisal je tri knjige, ki vsaka na svoj način opisuje njegovo povezanost in navezanost na Adrio. Monografijo Moja zgodba je Adria, v kateri je na svojstven način popisal 40 let zgodovine blagovne znamke, pesniško zbirko Adria, ljubezen moja, v kateri izvirno, doživeto in humorno opisuje ljudi in dogodke v Adrii ter potopis V gibanju z Adrio, kjer je na papir prelil svoja doživetja z mnogih popotovanj, na katerih je vedno črpal navdih tudi za nove razvojne prijeme.
Konec leta 2009 se je upokojil. Bil je prvi predsednik Društva upokojencev družbe Adria Mobil.